# Grästjärnarna (Ore socken, Dalarna, 680094-146388)
Grästjärnarna är en sjö i Rättviks kommun i Dalarna och ingår i Dalälvens huvudavrinningsområde.